# Jules’ Undersea Lodge

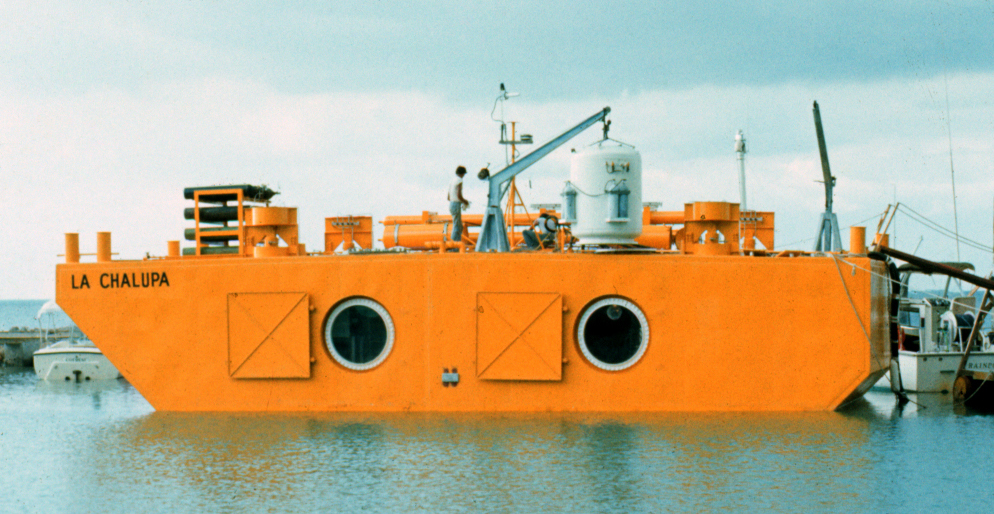
Forschungsstation La Chalupa, heute Jules’ Undersea Lodge

Jules’ Undersea Lodge ist das erste Unterwasserhotel der Welt. Es befindet sich in Key Largo, Florida und besteht aus dem Umbau des ehemaligen Unterwasserlabors La Chalupa.

## La Chalupa
La Chalupa war Teil eines Programms, das von der Marine Resources Development Foundation (MRDF) und der Regierung von Puerto Rico finanziert wurde. Das Design stammt von Ian G. Koblick. Chalupa ist das spanische Wort für Schaluppe, einem Bootstyp, der oft in Puerto Rico als Fischerboot benutzt wird.

### Spezifikation
Der Innenbereich der Anlage besteht aus zwei Zylindern mit einem Durchmesser von jeweils 2,44 m (8 Fuß) und einer Länge von 6,1 m (20 Fuß), die längs nebeneinander angeordnet sind, und dem Raum zwischen beiden. Der Bereich zwischen den Zylindern  beherbergt den Zugang (Wet Room) und hat eine Breite von 3,05 m (10 Fuß) und eine Länge von 6,1 m (20 Fuß). Somit ergibt sich eine Nutzfläche von 48,38 m². Es war ausgelegt für eine Tiefe von etwa 30 m (100 Fuß) und eine Besatzung von 5 Aquanauten. Schwerpunkte des Designs waren
- Gewährleistung von Mobilität
- Minimierung der Versorgungsmannschaft
- Erreichen einer Missionsdauer von 30 Tagen bei 5 Personen
- Demonstration der Handhabung an der Wasseroberfläche bei Wellen von 1,50 m
- Möglichkeit der Dekompression innerhalb des Habitats am Meeresboden, während des Schleppvorgangs oder an Land
- Einziehbare Standbeine, die während des Schleppvorgangs bündig mit der Unterseite abschließen, am Meeresboden jedoch das Habitat auf einer Höhe von 1,50 m über dem Untergrund halten.

### Ausstattung
Der eine Zylinder diente als Wohnraum und enthielt eine TV-Kamera, Stauschränke, vier Wasserbetten, unabhängige Regeltechnik der Atmosphäre, elektrische Einrichtungen, Telekommunikation und zwei Bullaugen von jeweils 104 cm (41 Zoll).
Der andere Zylinder beherbergte die Kontrollzentrale und verfügte über die Regeltechnik der Atmosphäre, Strom- und Kommunikationseinrichtungen, Messinstrumente und TV-Kameras. Darüber hinaus existierte ein Bullauge mit einem Durchmesser von ebenfalls 104 cm (41 Zoll), sowie die wissenschaftliche Einrichtung mit einem Computer und der Möglichkeit, lokale ozeanografische Daten in Echtzeit auszulesen. Dieser Zylinder war dazu entworfen, einem Außendruck von 50 psi (3,5 kg/cm² ≈ 3,5 bar) zu widerstehen, so dass er in Notfällen zur Dekompression am Meeresgrund genutzt werden konnte.
Der Zwischenraum enthielt den Moonpool, eine Füllanlage für Pressluftflaschen, Stauraum für Tauchausrüstungen, eine Toilette, eine Süßwasserdusche und rostfreie Arbeitstische mit einer Fläche von 3,2 m².
Außerdem verfügte die Anlage über Batterien, um im Notfall die CO2-Filter und Notbeleuchtung 48 Stunden lang zu betreiben, sowie Luft und Lebensmittel für 10 Tage. Beide Zylinder hatten für Notfälle Personentransferkapseln, die per Hubschrauber transportiert und an Druckkammern an Land gekoppelt werden konnten.

### Ballast
La Chalupa enthält einen Tariertank zur Kontrolle des Abtauchvorgangs, zwei große Tanks, die nach dem Abtauchen geflutet wurden, sowie 75 t Festballast aus Beton. Unter vollem Ballast generierte dieses System einen negativen Auftrieb von 22 t.

### Oberflächen-Versorgung
Die Oberflächenversorgung wurde durch ein umgebautes Boot gewährleistet, dessen Rumpf die lebenserhaltenden Systeme beherbergte. Dort befanden sich Pressluftkompressoren, Klimaanlagen, Kommunikations-Systeme, ein Süßwassertank mit einer Kapazität von 3785 l (1000 Gallonen), sowie 3028 l (800 Gallonen) Dieseltreibstoff. An Land standen zusätzlich noch zwei Wohnmobile und ein Kleintransporter bereit.

### Missionen
- 14.–17. Oktober 1972: 3 Personen auf 8,5 m Tiefe im Hafen West Palm Beach, Florida
- November 1972: 19,8 m Tiefe, 8 km vor der Südwest-Küste von Puerto Rico in der Nähe von Mayaguez
- 1972–1974: 9 Missionen, je 2 Wochen Dauer, 4 bis 5 Aquanauten auf Tiefen von 15,2 m bis 18,3 m Tiefe mit einem Atemgas aus 8 % Sauerstoff und 92 % Stickstoff
- 24. April – 4. Mai 1973: PRUNE I (Puerto Rico Undersea Nitrogen Excursion), 30,5 m Tiefe, Atemgas aus 5 % Sauerstoff 95 % Stickstoff. Ausstiege auf diversen Tiefen zu physiologischen Studien
- 18. – 29. März 1974: Prune II, Tiefe und Atemgas wie bei PRUNE I, Ausstiege auf 80,8 m Tiefe zur Erforschung der Möglichkeiten, die oberen 30 % des amerikanischen Kontinentalschelfs ohne exotische Atemgasmischungen erreichen zu können.
- Juni 1974: Letzte Mission

Die Anlage wurde 1976 gehoben und nach Miami geschleppt. 1980 wurde es für eine kommerzielle Nutzung verkauft.

## Jules’ Undersea Lodge
Nach dem Umbau wurde das Habitat in einer Mangrovenlagune im Jahre 1986 als Jules’ Undersea Lodge eröffnet. Es ist nach Jules Verne benannt, in Anspielung auf dessen Roman 20.000 Meilen unter dem Meer. Das Innendesign stammt von Richard F. Geary. Die Anlage befindet sich heute in einer Tiefe von neun Metern. Für den Umbau zum Hotel wurde ein Zylinder mit zwei Schlafzimmern eingerichtet, während der andere als Wohnraum dient. Außerdem verfügt die Anlage über warme Duschen, Küche mit Kühlschrank und Mikrowellenofen, Bücher, Musik und Videofilme. Luft, Wasser, Strom und Kommunikation wird über eine Leitung an Land gewährleistet.
Jules’ Undersea Lodge bietet auch die Möglichkeit, das Sondertauchbrevet Aquanaut Certificate zu absolvieren. Das Habitat Marine Lab befindet sich in der gleichen Lagune.
Zu den Gästen des Hotels gehört der ehemalige kanadische Premierminister Pierre Trudeau und Aerosmith-Sänger Steve Tyler.

### 1992Project Atlantis
Project Atlantis war ein Forschungsprojekt der Marine Resources Development Foundation und NASA und sah einen Aufenthalt von 30 Tagen mit vier Personen in Jules’ Undersea Lodge vor. Es begann am 6. Mai 1992. Nach nur drei Tagen erkrankte einer der Aquanauten und musste die Anlage verlassen, während zwei weitere Aquanauten die vollen 30 Tage im Habitat verbrachten. Der 33-jährige Richard Presley entschied sich dazu, den bestehenden Rekord mit 59 Tagen von 1969 im Habitat Tektite zu brechen und in der Station zu bleiben. Am 4. Juli 1992 brach er diesen Rekord und verließ das Habitat nach 69 Tagen am 14. Juli 1992.

### 1995 Telefongespräch zwischenJules’ Undersea Lodgeund Space Shuttle
Am 9. September 1995 sprachen Scott Carpenter und Ian Koblick an Bord von Jules’ Undersea Lodge mit dem Astronauten Mike Gernhardt an Bord des Space Shuttles Endeavour im Erdorbit. Diese Verbindung zwischen Meer und Weltraum sollte an das ähnliche Gespräch namens SeaLab-Gemini up-link vor genau 30 Jahren zwischen Scott Carpenter an Bord von Sealab II in einer Tiefe von etwa 70 m und Astronauten an Bord der Gemini-Kapsel im Erdorbit erinnern.

### 2014 Weltrekord des längsten Habitat-Aufenthalts
Den längsten Aufenthalt eines Aquanauten unter Wasser absolvierten Bruce Cantrell und Jessica Fain vom Roane State Community College zwischen dem 3. Oktober und 15. Dezember 2014. Für das Projekt Classroom under the Sea verbrachten sie 73 Tage im Unterwasserhotel.

## Weitere Unterwasserhotels
- Hydropolis, 2006 in Dubai geplant, aber nie ausgeführt
- Poseidon Undersea Resort, ein auf den Fidschi-Inseln geplantes, aber nie gebautes Unterwasserhotel
- Utter-Inn, Unterwasserhotel mit einem Zimmer im Mälarsee in der Nähe von Västerås bei Stockholm (Schweden)